# Eugenius (groupe)
Eugenius (anciennement connu sous le nom de Captain America ) est un groupe de rock indépendant de Glasgow, en Écosse, actif de 1990 à 1998, mené par Eugene Kelly l'ancien chanteur/guitariste de The Vaselines, et intégrant ponctuellement des membres de BMX Bandits et Teenage Fanclub.

## Histoire

### Captain America
Captain America est fondé en 1990 par Eugene Kelly à la suite de la dissolution de son ancien groupe, The Vaselines. Dans l'année qui a suivi la séparation, Kelly travaille comme barman, où il assiste aux premiers concerts du Teenage Fanclub. Cela l'inspire à former un nouveau groupe. Le line-up initial de Captain America est Eugene Kelly (guitare et chant), Gordon Keen (de BMX Bandits, guitare), James Seenan (basse) et Andy Bollen (batterie), qui remplace le batteur invité Brendan O'Hare de Tennage Fanclub. Le groupe a été contraint de changer de nom en raison de menaces juridiques de la part de Marvel Comics, qui détenait les droits légaux sur le nom « Captain America »

### Eugenius
La composition a ensuite changé, le nom étant devenu Eugenius, Seenan étant remplacé par Raymond Boyle et Roy Lawrence remplaçant Bollen. Joe McAlinden a également contribué à la basse et au violon, et Francis MacDonald à la batterie sur l'enregistrement d'Oomalama. Ce disque a été enregistré sous le nom de Captain America mais sorti sous le nom d'Eugenius.

### Premières parties de Nirvana
Kurt Cobain étant un grand fan du travail de Kelly avec The Vaselines, Nirvana invite Eugenius à ouvrir les dates de leur tournée européenne de 1991. Kelly rejoint également  Nirvana sur scène lors de leur performance au Reading Festival de 1991. Krist Novoselic de Nirvana déclare plus tard : "Ma partie préférée est venue quand Eugene Kelly de The Vaselines est monté sur scène. Eugene est tellement cool - il peut transformer l'herbe en marijuana, le sucre en cocaïne et lespilules amaigrissantes en amphétamines". Kelly déclare à propos du lien avec Nirvana : "Ils aimaient aussi Captain America et ils se trouvaient justement en mesure de nous aider, alors ils l'ont fait en nous donnant un peu de promotion chaque fois qu'ils le pouvaient".

### Premier EP
En novembre 1991, le groupe sort son premier EP sous le nom de "Captain America" dénommé EP sur le label indépendant britannique Paperhouse, puis en 1992 ils sortent leur deuxième EP, Flame On, sur le même label. Le groupe a été contraint de changer de nom à ce moment en raison de menaces juridiques de la part de Marvel Comics, qui détenait les droits légaux sur le nom « Captain America ». Ils ont opté pour Eugenius, qui était le surnom de longue date de Kelly. Flame On a également posé au groupe des problèmes juridiques, en raison de l'utilisation du logo de la chaîne de vêtements C&A sur la manche, même après sa réédition sous leur nouveau nom.

### Premier album
Avec l'aide de la publicité exercée par, Eugenius a attiré l'attention de Steve Greenberg, responsable A&R d'Atlantic Records et le groupe a ensuite été signé sur le label majeur. En 1992, après des retards dus à la situation juridique entourant le nom de leur groupe, ils sortent leur premier album, Oomalama, qui reçoit des critiques très favorables.
En 1993, Eugenius sort trois EP, Caesar's Vein, Easter Bunny et It Ain't Rocket Science, It's Eugenius!. Ce dernier contient de six chansons  enregistrées en public pendant les BBC Session de Mark Goodier en août 1992.

### Deuxième album
Janvier 1994 voit la sortie du deuxième album du groupe, Mary Queen of Scots, mais une fois de plus, ils ne parviennent pas à percer véritablement. La chanson "Blue Above The Rooftops" (de Mary Queen of Scots ) fut un succès modéré pour le groupe en 1994 dans les charts Alternative.
À la suite du succès limité de Mary Queen of Scots, Atlantic Records abandonne le groupe. Ce dernier enregistre par la suite un EP intitulé Womb Boy Returns chez Human Condition Records, sorti en 1996.

### Dissolution
En 1998, Kelly dissout Eugenius, et réapparaît plus tard en tant qu'artiste solo avec Man Alive, sorti en 2004.

## Discographie

### Singles/EP
- "Wow" (1991) Paperhouse (as Captain America) [Captain America EP]
- "Flame On" (1992) Paperhouse (released under both Captain America and Eugenius)
- "It Ain't Rocket Science, It's Eugenius" (1992) Atlantic (also released as "Tireless Wireless")
- "Caesar's Vein" (1993) Creation/Atlantic
- "Easter Bunny" (1993) Creation/Atlantic
- "Blue Above the Rooftops" (1994) Creation/Atlantic
- "Womb Boy Returns" (1996) Human Condition

### Albums
- Oomalama (1992) Paperhouse/Atlantic
- Mary Queen of Scots (1994) Creation/Atlantic